# Клуб Алексея Козлова
Клуб Алексея Козлова (англ. Kozlov Club) — российский концертный клуб с четырьмя независимыми сценами, самый большой джазовый клуб России. Основан в 2012 году в Москве, в 2017 году сменил место дислокации и с этого момента был расположен на улице Маросейка, дом 9/2, в помещении ресторанного комплекса «Left Bank» (ближайшие станции метро — «Китай-Город», «Лубянка»). В апреле 2022 года открыл четвёртую сцену, расположенную на улице Мясницкая, дом 15, в помещении паба «Lion’s Head» (ближайшие станции метро — «Тургеневская», «Сретенский бульвар», «Чистые Пруды»).. Самый крупный джазовый клуб Европы .
В 2019 году назван подписчиками американского джазового портала AllAboutJazz «Лучшим джаз-клубом мира». Показывает музыку разных современных стилей, в том числе классический и современный джаз, а также фьюжн, фанк, соул, прог-рок, авант-рок, нью-эйдж, арт-рок, world music, камерную импровизационную музыку, кроссовер, смежные и пограничные жанры. В стилистической палитре отдельное внимание уделяется этнической и академической музыке.

## История
Первоначально клуб располагался в помещении бывшего ресторана «Феллини» в спорткомплексе «Олимпийский»; первым концертом в его истории стало выступление 12 мая 2012 года Алексея Козлова, официальное открытие клуба состоялось осенью 2012 года. Клуб традиционного формата (с единственной концертной сценой) располагался на цокольном этаже здания и вмещал до 300 посетителей. С ноября 2014 года начала функционировать вторая сцена. В декабре 2016 года работа клуба на этой площадке была завершена, а само здание впоследствии снесено в ходе реконструкции спорткомплекса.
Запуск клуба на новой площадке выполнен в сотрудничестве с ресторанным холдингом «Pub Life Group». Первоначально клуб занял один из этажей принадлежавшего холдингу ресторанного комплекса «Left Bank», находившегося в тот момент в процессе постепенного обустройства. Клуб разместился в историческом здании 1872 года постройки (архитекторы А. Л. Обер и И. П. Залесский) и занимает в настоящий момент три его верхних этажа.
Официальное открытие клуба на новом месте состоялось 31 мая 2017 года концертом трио Скотта Хендерсона (США). Вторая сцена клуба, получившая название «Мансарда», открылась 6 сентября 2017 года. 13 декабря 2018 года открыта третья сцена клуба под названием «The Beat». 21 апреля 2022 года клуб открыл четвёртую сцену («Unplugged»), расположенную в другом здании.

## Создатели и руководство
Открытие клуба произошло по инициативе Фонда поддержки современной инструментальной музыки «АртБит» Алексея Козлова, учредителями которого являются три человека: джазовый музыкант, Народный Артист РФ Алексей Козлов, музыкальный продюсер, Заслуженный работник культуры РФ Игорь Сандлер и бизнесмен Сергей Халин. В первые годы своего существования клуб во многом опирался на финансовую поддержку Сергея Халина.
Алексей Козлов, чьё имя носит клуб, не является его руководителем или владельцем. Символизируя арт-политику клуба, он не принимает участия в формировании программы, но остаётся бессменным президентом клуба и каждую пятницу выступает на его главной сцене.
Директор Фонда «АртБит» и арт-директор клуба (с момента его основания) — музыкант и продюсер Араик Акопян. В 2019 году как представитель клуба он включён в состав жюри престижного II международного джазового онлайн-конкурса молодых исполнителей «OK Live bands», в 2020-м — VIII международного конкурса-фестиваля «Блюз без границ». Участвует в конференциях и семинарах по вопросам деятельности музыкальной индустрии. Является организатором фестивалей «BazzDay», «FuzzionDay», «Тили-Мили Джаз» и «Город-Джаз в Аптекарском огороде».
Технический директор клуба — Никита Белых (директор и звукорежиссёр группы «Ундервуд»), главный звукорежиссёр — Алексей Белов (звукорежиссёр групп Евгения Маргулиса и Алексея Чумакова) .

## Инфраструктура
«Звук от немецкой компании Voice Acoustic, современная световая система, собственный рекорд-лейбл, магазин с винилом и другой музыкальной продукцией делают Клуб одной из лучших площадок Москвы для живой, умной, креативной, поисковой музыки.»Кирилл Мошков, главный редактор журнала "Джаз.Ру"

### Сцены
В здании клуба на Маросейке три сцены: на «Главной» выступают резиденты и звезды из разных стран, «Мансарда» принимает новаторские программы разных стилей, «The Beat» воссоздает атмосферу «квартирников». Главная сцена расположена на третьем этаже здания и имеет 164 посадочных места, допуская вместимость до 200 чел. «Мансарда» расположена на четвёртом (чердачном) этаже (106 мест). Сцена «The Beat» расположена на втором этаже (84 места).
Клубная сцена на Мясницкой имеет название «Unplugged» (100 мест). На ней проводятся камерные концерты с упором на естественное, акустическое звучание инструментов.

### Оснащённость
Акустическая система клуба — звуковой комплект от немецкой компании Voice Acoustic, предоставленный компанией «Технологии звука». Клуб регулярно обновляет свой технический арсенал, принимая участие в тестировании разнообразной профессиональной аппаратуры разных производителей топ-уровня. На главной сцене клуба установлен рояль марки «Kawai», на сцене «The Beat» — немецкое пианино выпуска 1902 года. Клуб обладает редкими клавишными инструментами — электроорганом «Hammond», электропианино «Fender Rhodes».
В проектировании световой драматургии сцены принимал участие Давид Мисакян, светорежиссёр группы «Би-2».

### Оформление
Интерьер нынешней площадки клуба разработан вручную ирландским архитектурным бюро; использован классический викторианский стиль (дорогие деревянные элементы, традиционный английский текстиль, мягкий свет). В оформлении клуба принял участие Виктор Меламед, которому принадлежит художественное оформление интерьера и плакаты, ставшие предметами экспозиции; он же в настоящий момент — штатный иллюстратор лейбла «Jazzist».

### Трансляции
Ведётся ежедневная интернет-трансляция концертов с главной сцены (при поддержке социальных сетей «Одноклассники», «ВКонтакте», портала Культура. РФ), позволяющая расширять аудиторию до (в среднем) 200 тысяч человек для одного концерта. В видеоархиве клуба — записи более 2600 концертов.

### Ресторанное хозяйство
В клубе разделены между разными управляющими структурами музыкальная и ресторанная составляющие. Политика клуба устанавливает приоритет концертной программы, что привело в настоящее время к отказу от спортивных трансляций и частных банкетов во время проведения концертов, а также требует определённого формата поведения и выражается на отдельных концертах в остановке обслуживания на время выступлений музыкантов.

### Прочее
Деятельность клуба тесно связана со звукозаписывающими лейблами «ArtBeat Music» и «Jazzist». В помещении клуба размещён магазин, торгующий аудио-продукцией этих лейблов, виниловыми пластинками, сувенирами музыкальной тематики, аудио-аппаратурой. Ассортимент магазина по большей части связан с постоянными музыкантами-резидентами клуба.

## Деятельность
На четырёх сценах клуба («Главная», «Мансарда», «The Beat» и «Мясницкая») проводятся ежедневные концерты с участием российских и зарубежных исполнителей. Площадки регулярно предоставляются для проведения мастер-классов, образовательных и популяризаторских мероприятий, конкурсов, выставок, презентаций, спектаклей, благотворительных мероприятий и т. п.
В клубе организуется несколько регулярных концертных серий, среди которых:

### Мероприятия со свободным входом
- каждый понедельник (c 25 сентября 2017 года[39]) на сцене «Мансарда» — программа («лаборатория авангардного джаза») «Trane Zen Art» под художественным руководством Михаила Сапожникова, в рамках которой авангардные музыкальные проекты регулярно сопровождаются перформансами и художественными выставками[40];
- каждый понедельник на сцене «The Beat» — программа «Happy Lab» под управлением барабанщика Саши Машина, формат интерактивного джазового джем-сейшна[41];
- каждый первый вторник месяца на сцене «Мансарда» — программа «Интеллигентный джаз-гитар-бэнд» под управлением гитариста Алексея Кузнецова, ориентированная на джазовую гитару;
- каждый вторник на сцене «The Beat» — программа «Прохладный вторник» под управлением барабанщика Петра Ившина в стилистике кул-джаза;
- каждую среду на сцене «The Beat» — «Ураганный Джем» под управлением барабанщика Павла Тимофеева[29];
- два четверга в месяц на сцене «The Beat» — программа «Sound Dealer» с Ксенией Кохан, в ходе которой ведущая рассказывает об артистах и проигрывает виниловые пластинки;
- каждый четверг на сцене «The Beat» — «Большой Джазовый Джем» под управлением трубача Петра Востокова, к которому заранее предлагается список джазовых стандартов для подготовки[42];
- каждую пятницу в полночь на главной сцене клуба — «ГлавМосДжем», акцентированной на вокале[43];
- каждую субботу в дневное время на сцене «The Beat» — программа «Family Jazz Brunch»;
- каждую субботу на сцене «The Beat» — программа «Swing & Gypsy» под управлением Дмитрия Купцова, ориентированная на стилистику цыганского джаза, раннего свинга, джаз-мануш[44];
- по субботам на главной сцене — программа «Sticky Jam»;

### Мероприятия с платным входом
- каждый вторник на сцене «Мансарда» — «Гитарный клуб», формат гитарного концерта с обязательным джем-сейшном[45];
- два четверга в месяц на сцене «Мансарда» — программа «Британское блюзовое вторжение» с участием музыкантов из Великобритании (программа приостановлена на период действия ограничений из-за пандемии COVID-19)[46];
- каждую пятницу на Главной сцене — Алексей Козлов и группа «Арсенал».

В клубе проводится более 130 концертов в месяц.
Клуб принимает участие в продюсерских проектах вне собственных стен и вне чисто концертной деятельности. С 2016 года по настоящее время команда клуба работает над проведением фестиваля «Город Джаз»; в рамках этого проекта организовано более 100 концертов в Аптекарском огороде с участием российских и зарубежных исполнителей, а также проведено 18 августа 2019 года масштабное празднование получением клуба титула «Лучшего в мире». В 2020 году начал функционировать непосредственно связанный с клубом независимый интернет-журнал «Jazzist», в мае 2021 года — одноимённый лейбл. В июне 2021 года состоялась премьера фильма Андрея Айрапетова «Джазист», посвящённого Алексею Козлову и снятого при поддержке клуба.
Среди завершившихся авторских (не повторяющих повсеместную практику) концертных серий клуба — «Opera Night» (серия ночных оперных-джем-сейшнов).
В организуемых клубом мастер-классах и образовательные мероприятиях вне исполнительской тематики также регулярно участвуют иностранцы (например, канадский звукорежиссёр Daniel Boivin).

## Резиденты и исполнители

### Отечественные музыканты, выступавшие в клубе
«Ансамбль Средиземноморской Реконструкции», Антон Баронин, Антон Беляев, «Бубамара Брасс Бэнд», Анна Бутурлина, Сергей Васильев, Варвара Визбор, Сергей Воронов, Пётр Востоков, Антон Горбунов, Антон Давидянц, Игорь Джавад-Заде, Александр Довгополый, Сергей Долженков, Светлана Жаворонкова, Инна Желанная, Дарья Захарова, Дмитрий Илугдин, Алексей Козлов, Анна Королёва, Алексей Кузнецов, Евгений Лебедев, Саша Магерова, Пётр Мамонов, Мариам Мерабова, Армен Мерабов, Хосе Морян, «Намгар», Александр Пищиков, Валерий Пономарёв, Алина Ростоцкая, Алекс Ростоцкий, Ольга Синяева, Иван Смирнов, Святослав Текучёв, Павел Тимофеев, Иван Фармаковский, Сергей Филатов, Ростислав Шараевский, Аркадий Шилклопер, Дарья Шорр, Backstage Band, DownTownBeatJam, Folkline, Manka Groove, Marimba Plus, Moscow Gospel Team, Sambateria и т. д.

### Зарубежные музыканты, выступавшие в клубе
Jerry Bergonzi, Richard Bona, Gergo Borlai, Chris Cain, Dennis Chambers, Avishai Cohen, Kameron Corvet, Larry Coryell, Dam’nco, Ezra Collective, Deitra Farr, Hadrien Feraud, Flowers Kings, Kekko Fornarelli, Frank Gambale, Gabriele Goodman, Guthrie Govan, Scott Henderson, Horacio Hernández, Alex Hutchings, Stanley Jordan, Scott Kinsey, Aubrey Logan, Linley Marthe, Lawrence "Boo" Mitchell, Quentin Moore, Oggy & The Phonics, Dominique Di Piazza, Sainkho, Joander Santos, Paco Sery, Jaak Sooäär, Arto Tunçboyacıyan, Kazumi Watanabe, Remey Williams, Gary Willis и т. д.

### Зарубежные музыканты, для которых клуб стал первой российской сценой
Трио Blicher Hemmer Gadd, Burton Greene, Tom Ibarra, Frank McCombFrank McComb, Noa, Shacara Rogers, Charles Turner, Andreas Varady и др..

## Премии и достижения
- 2017: «Лучшая площадка года» в рамках ежегодной IV премии Радио JAZZ 89.1 FM «Все цвета джаза»[81].
- 2019: «Лучший джаз-клуб мира» по результатам опроса американского джазового портала AllAboutJazz[4].
- 2021: «Лучшая площадка года» в рамках ежегодной VII премии Радио JAZZ 89.1 FM «Все цвета джаза»[82].

## Культурное влияние
В интерьере клуба снят клип группы «МОТ» на песню «Тарантино», клип Ольги Синяевой и других исполнителей, ряд интервью для фильма «Джазист» и проекта Wordsfield. Фотографии интерьеров клуба включены в книгу немецкого фотографа Йоахима-Михеля Фейгля «In Another Silent Way» (2019), посвящённую известным джазовым клубам мира.
Музыкальные альбомы, записанные в клубе:
- 2014: «Live At The Alexey Kozlov Club» — Anton Gorbunov & Friends. Архивировано 3 марта 2021 года.
- 2014: «One Day / Live at Alexey Kozlov Club» — Odyssey Bogussevich & Armen Merabov. Архивировано 3 марта 2021 года.
- 2014: «Embryolody / Live at Alexey Kozlov Club» — Zoolect. Архивировано 3 марта 2021 года.
- 2015: «The Lone Bell At The Desert / Live at Alexey Kozlov Club» — Igor Ivanushkin Project. Архивировано 20 апреля 2021 года.
- 2015: «Джаз-панк сюита „Озорные панкушки“ / Live at Alexey Kozlov Club» — Группа «М-Артель». Архивировано 9 мая 2021 года.
- 2017: «Good Taste. Live Of Alexey Kozlov Club» — Kle2Go. Архивировано 27 июля 2021 года.
- 2017: «Improvisation From A Suitcase / Live At Alexey Kozlov Club» — Anna Koroleva. Архивировано 27 июля 2021 года.
- 2017: «Live At Alexey Kozlov Club» — Veteran & Co. Архивировано 27 июля 2021 года.
- 2018: «Live At Alexey Kozlov Club» — Alexey Kuznetsov. Архивировано 27 июля 2021 года.
- 2018: «Live at Kozlov Club, Moscow» — Christian Galvez Trio. Архивировано 27 июля 2021 года.
- 2025: «Роза Ветров» — Антон Горбунов

### Статьи и интервью
- Интервью арт-директора клуба Араика Акопяна для проекта iProducer. Архивировано 26 июля 2021 года.
- Клуб знаменитого джазового саксофониста возрожден на новом месте. Архивировано 25 августа 2017 года.
- Накануне отмечался день джаза. В студии «Радио России» — легендарный саксофонист и джазмен.
- Московский клуб Алексея Козлова возглавил рейтинг лучших джазовых площадок мира по версии сайта All About Jazz
- Клуб Алексея Козлова возглавил рейтинг 100 лучших джазовых клубов мира на независимом американском ресурсе allaboutjazz.com
- Гости: живая легенда советского и российского джаза Алексей Козлов и арт-директор джаз-клуба Алексея Козлова Араик Акопян (Ток-шоу «Действующие лица» на радио «Культура»). Архивировано 10 мая 2019 года.
- Игорь Бутман поздравил джаз-клуб Алексея Козлова с первой строчкой в рейтинге лучших джазовых площадок мира по версии портала All About Jazz (Сетевое издание BFM.ru) Архивная копия от 18 апреля 2019 на Wayback Machine
- Интервью Алексея Козлова и Араика Акопяна (Информационное агентство РБК) Архивная копия от 10 мая 2019 на Wayback Machine
- Москва теперь вполне официально — одна из джазовых столиц мира (Московская неделя на ТВЦ). Архивировано 26 апреля 2019 года.
- Джаз-клуб Алексея Козлова переедет на Маросейку — СМИ сетевое издание «Городской информационный канал m24.ru». Архивировано 23 января 2018 года.
- Новая точка на джазовой карте: в Москве открылся Клуб Алексея Козлова Новая точка на джазовой карте: в Москве открылся Клуб Алексея Козлова. Архивировано 3 августа 2020 года.
- Музыка не для толстых: как клуб Алексея Козлова стал лучшим джазовым клубом в мире. Архивировано 26 июля 2021 года.
- Как музыканты возвращаются на сцену после каратина? (Араик Акопян в студии Радио Культура). Архивировано 26 июля 2021 года.